# Виконт Тенби
Виконт Тенби (англ. Viscount Tenby) из Булфорда в графстве Пембрукшир — наследственный титул в системе Пэрства Соединённого королевства. Он был создан 12 февраля 1957 года для бывшего министра внутренних дел Великобритании, достопочтенного Гвилима Ллойд Джорджа (1894—1967). Он был вторым сыном премьер-министра Дэвида Ллойд Джорджа, 1-го графа Ллойд Джорджа из Дуйвора (1863—1945). Гвилим Ллойд Джордж был депутатом Палаты общин от Пембрукшира (1922—1924, 1929—1950) и Северного Ньюкасла-апон-Тайна (1951—1957), а также занимал должности парламентского секретаря министерства продовольствия (1940—1942), министра топлива и энергетики (1942—1945), министра продовольствия (1951—1954) и министра внутренних дел (1954—1957).
По состоянию на 2024 год носителем титула являлся его внук Тимоти Ллойд Джордж, 4-й виконт Тенби — сын Уильяма Ллойда Джорджа, 3-го виконта Тенби (1927—2023), который сменил своего отца в 2023 году. 3-й виконт Тенби являлся одним из девяносто избранных наследственных пэров, которые остались в Палате лордов после принятия Палатой лордов акта 1999 года. Он являлся независимым депутатом.

## Виконты Тенби (1957)
- 1957—1967: Гвилим Ллойд Джордж, 1-й виконт Тенби (4 декабря 1894 — 14 февраля 1967), второй сын премьер-министра Великобритании Дэвида Ллойд Джорджа;
- 1967—1983: Дэвид Ллойд Джордж, 2-й виконт Тенби (4 ноября 1922 — 14 июля 1983), старший сын предыдущего;
- 1983—2023: Уильям Ллойд Джордж, 3-й виконт Тенби (7 ноября 1927 — 12 июня 2023), младший брат предыдущего;
- 2023 — настоящее время: Тимоти Генри Гвилим Ллойд Джордж, 4-й виконт Тенби (род. 19 октября 1962), единственный сын предыдущего.